# Povijesni muzej
Povijesni muzej bavi se povijesnom znanošću i njezinom važnošću u odnosu na sadašnjost i budućnost. Neki se bave specijaliziranim aspektima povijesti ili pojedinačnim lokalitetima, dok su drugi posvećeni više općem aspektu. Takvi muzeji sadrže velik raspon predmeta koji uključuje dokumente, rukotvorine svih vrsta, umjetnička djela i arheološke predmete. Arheološki muzej specijalizirani je muzej koji se bavi arheološkim pronalascima.
Česta vrsta povijesnog muzeja jest povijesna kuća. Povijesna kuća može biti građevina posebnog arhitektonskog interesa, rodno mjesto ili dom slavne osobe ili pak kuća sa zanimljivom poviješću. Povijesni lokalitet također može postati muzej, posebice ako označava javne zločine kao što je slučaj s Muzejom genocida Toulom Slengom ili Otokom Robben. Druga vrsta povijesnog muzeja je muzej na otvorenom. Muzej na otvorenom je mjesto gdje ljudi dočaravaju vremenski period u svojem punom opsegu, uključujući građevine, odjeću i jezik. Sličan je povijesnoj rekonstrukciji.